# Down to You
Down to You es una comedia romántica de 2000 sobre la pérdida de un primer amor. Fue dirigida por Kris Isacsson. Los personajes principales son Alfred 'Al' Connelly (interpretado por Freddie Prinze, Jr.) Imogen (Julia Stiles) y Cyrus (Selma Blair). El elenco también incluye a Ashton Kutcher, Rosario Dawson, Lucie Arnaz, Henry Winkler, y Zak Orth. La película está disponible en DVD.

## Trama
El estudiante de segundo año Al Connelly (Freddie Prinze Jr.) conoce a la chica de sus sueños, la estudiante de primer año Imogen (Julia Stiles), y el amor abunda. Los dos se comprometen en un noviazgo, eligen una canción basada en los discos de los padres de Al, comen pastel juntos, e incluso hacen el amor. El miedo de la juventud perdida de Imogen la causa alejar a Al, y van por caminos separados después de que Imogen engaña a Al en una fiesta. Al intenta recuperar la relación, determinado a olvidar a Imogen, y toma medidas desesperadas para hacerlo, incluyendo suicidio y problemas con su carrera. Al final, Imogen encuentra a Al cuando ella escucha de su intento de suicidio y le trae una portada que ella ilustró con ellos dos. Los dos reconcilian sus diferencias y regresan mostrando que el amor se puede recuperar. La historia es contada desde el punto de vista de Al y Imogen.

## Elenco
- Freddie Prinze Jr. como Al Connelly.
- Julia Stiles como Imogen.
- Selma Blair como Cyrus.
- Shawn Hatosy como Eddie Hicks.
- Zak Orth como Monk Jablonski.
- Ashton Kutcher como Jim Morrison.
- Rosario Dawson como Lana.
- Henry Winkler como Chef Ray.

## Recepción
La película se estrenó en el número 2 en la taquilla haciendo $7.6 millones de dólares en su primer fin de semana, detrás de Next Friday. Rotten Tomatoes clasificó a la película en el puesto número 40 en las 100 peores películas del 2000, con una calificación del 4%